# Ringwall Schlossgarten
Der Ringwall Schlossgarten ist eine abgegangene frühmittelalterliche Höhenburg nahe Kohlstatt, einem Gemeindeteil der Gemeinde Gerolsbach im Landkreis Pfaffenhofen an der Ilm von Bayern. Die Anlage wird als Bodendenkmal unter der Aktennummer D-1-7534-0014 als „Ringwallanlage des Mittelalters“ geführt.

## Lage
Der Burgstall liegt in Höhenlage auf 502 m ü. NHN 1050 m nordöstlich von der Pfarrkirche St. Andreas in Gerolsbach. Im Urkataster von Bayern ist eine quadratische Anlage mit einer Seitenlänge von ca. 160 m zu erkennen; Wall- und Grabenzüge sind noch vorhanden. Die Anlage ist heute teilweise mit Wald bestanden, teilweise aber auch ein landwirtschaftlich bearbeiteter Acker.